# ロイヤルパープル (ブランド)
ロイヤルパープル（Royal Purple）は、カルメット・インクが展開するアメリカの潤滑油ブランド。

## 歴史
化学合成油開発者のジョン・ウィリアムズ（John Williams）が1986年に創業したのが始まりである。ロイヤルパープルの名はその製品（オイル）の色が紫色であることから名づけられた。2004年には製品の容器を紫色にする商標をアメリカにて取得。2012年にカルメット・ルブリカンツ社（当時）に3.35億ドルで取得され同社の一部門となっている。

## 製品の特色
同社の潤滑油製品においては、ブランド名の由来となった紫色の液色のほかにも「Synerlec®」（シナーレック）と呼ばれる同社独自の添加剤の採用を特徴としている（潤滑油類に限らず冷却水添加剤にも採用されている）。
API規格を取得するためにあえて「Synerlec®」を採用していない製品もあり、近年の車両への需要の高まりから日本の正規輸入元でも取り扱いが始まっている。ただし、本国がアメリカである関係上、日本で主流となるJASO規格や欧州で主流となるACEA規格に対応した製品は依然として少ない傾向にある。

## 日本における取り扱い
日本では正規輸入元として株式会社ティー・ケー科学開発、西進商事株式会社がある。この2社においては一般に流通する自動車用潤滑油類（モーターオイル、ATF、冷却水添加剤、その他ケミカル等）の販売業務をそれぞれ、有限会社ウィズプロジェクト、株式会社アイエーテックに一任している。現在では最後発のレッドツリー株式会社を加え、以上の計5社が正規輸入元・販売元となっている。
市場に流通するロイヤルパープルの自動車用潤滑油類（並行輸入品を除く）の販売価格にはバラ付きがあり、これは輸入元それぞれが独立した企業であり、資金力や輸入量（株式会社ティー・ケー科学開発、西進商事株式会社の2社は産業用オイルも手掛ける）に差があるためで、物自体は正規輸入品であればどれも同じ製品である。